# Ревийон
Ревийо́н (фр. Révillon) — коммуна во Франции, находится в регионе Пикардия. Департамент коммуны — Эна. Входит в состав кантона Фер-ан-Тарденуа. Округ коммуны — Суасон.
Код INSEE коммуны — 02646.

## Население
Население коммуны на 2010 год составляло 70 человек.
| 1962 | 1968 | 1975 | 1982 | 1990 | 1999 | 2010 |
| ---- | ---- | ---- | ---- | ---- | ---- | ---- |
| 63   | 60   | 53   | 29   | 41   | 41   | 70   |

## Экономика
В 2010 году среди 42 человек трудоспособного возраста (15—64 лет) 32 были экономически активными, 10 — неактивными (показатель активности — 76,2 %, в 1999 году было 64,3 %). Из 32 активных жителей работали 30 человек (15 мужчин и 15 женщин), безработных было 2 (1 мужчина и 1 женщина). Среди 10 неактивных 4 человека были учениками или студентами, 0 — пенсионерами, 6 были неактивными по другим причинам.